# Константин Стоилов
Константин Стоилов Константинов е български държавник.
Той е сред ръководителите на Консервативната партия в борбите срещу Търновската конституция през първите години на Княжество България. Министър-председател през 1887 и 1894 – 1899 година. Основател и лидер на Народната партия от 1894 до смъртта си през 1901 година.

## Биография

### Произход и ранни години
Константин Стоилов е роден на 23 септември 1853 г. в Пловдив, Османска империя. Баща му е Стоил Константинов от Стара Загора , а майка му Мария Моравенова е от видния копривщенски род Моравенови.
Учи в Пловдивското епархийско училище „Свети Кирил и Методий“ при Йоаким Груев. През 1871 г. завършва Робърт колеж в Цариград. През 1876 г. като студент по право и философия в Германия е посветен в масонството в ложа „Аполо“ в Лайпциг, чийто член остава до края на живота си. През 1877 г. защитава докторат по право в Хайделбергския университет, а след това учи гражданско право в Париж.

### Политическа дейност

#### В Учредителното събрание (1879)
Стоилов се завръща в България скоро след Освобождението. От август 1878 г. е назначен от временните руски власти за член на Пловдивския губернски съд. През януари 1879 г. се премества в София, където оглавява Софийския губернски съд. В качеството си на негов председател става депутат по право в Учредителното събрание, което се събира в Търново, за да изработи конституцията на Княжество България.
Въпреки че в по-ранните си години симпатизира на „младите“, в Учредителното събрание Стоилов става един от изявените „стари“ – привърженици на постепенния, легален метод за отмяна на Берлинския договор и на по-консервативен вариант на основния закон на Княжеството.
След избирането на Александър Батенберг за български княз (май 1879) Стоилов става негов личен секретар, а по-късно (1880 – 1883) завежда политическия му кабинет. За кратко, от 17 февруари до 1 март 1880 година, временно управлява външното министерство, тъй като неговият титуляр Никола Стойчев е на международна конференция във Виена.

#### I ОНС
Избран е в три избирателни околии — Кюстендил, Трън и Шумен, но подава оставка (12 ноември 1879 г. ) поради факта, че няма изискуемите от Търновската конституция навършени 30 години и този въпрос се разисква преди започване на заседанията. Не взема участие в I ОНС.

#### При Режима на пълномощията (1881 – 1883)
На проведените през 1881 г. избори за II ВНС К. Стоилов е избран от Видин, Русе и Провадия. И тук той няма навършени 30 години, но не подава оставка. Редно е да се отбележи, че тези избори се провеждат при засилен натиск от страна на правителството след преврата от 27 април и наложено извънредно положение в някои райони на България. Във II ВНС няма опозиция, която да оспорва валидността на изборите.
Привърженик на засилването на монархическата власт и ограничаването на парламента и избирателните права, Стоилов подкрепя суспендирането на Търновската конституция през юли 1881 г., като за кратко изпълнява длъжността на външен министър в новото правителство. От октомври 1881 до януари 1882 г. отбива военната си служба във 2-ри конен полк, базиран в Шумен. Излиза в запас като подпоручик.
С изключителното съдействие на д-р Константин Стоилов четирикласното дотогава училище във Видин става Скобелева гимназия на 11 май 1882 г., за което е удостоен със званието „Почетен гражданин на Видин“.
В края на 1882 г. поема ръководството на Министерството на външните работи и изповеданията в правителството на Соболев, раздирано от остър конфликт между министрите консерватори и руските генерали, които са начело на военното и вътрешното министерство. Задържа се на поста малко повече от 2 месеца, принуден от Соболев да го напусне заради заточаването на Мелетий Софийски.
Като представител на България подписва железопътната конвенция, с която Княжеството се задължава да построи отсечката от железопътната линия Виена – Цариград през Вакарел, София и Цариброд.
През август 1883 г. Стоилов е назначен за дипломатически агент на българския княз в Петербург със задачата да намери компромис между Батенберг и Александър III, претендиращ за контрол върху вътрешната политика на България. Руското правителство отказва да го приеме и той е принуден да се завърне в София.
През септември същата година Стоилов влиза като министър на правосъдието в коалиционното правителство на либерали и консерватори начело с Драган Цанков. Подава оставка заедно с останалите консерватори през декември с.г., след като прокарват желаните промени в конституцията.

#### В политическата опозиция (1884 – 1886)
След оставката си от кабинета Цанков Стоилов се оттегля за кратко от политическия живот и започва адвокатска практика. През 1884 г. той става действителен член на Българското книжовно дружество. През същата година е избран за депутат в IV обикновено народно събрание. Един от водачите на парламентарната опозиция срещу правителството на Петко Каравелов. Оспорва като нереалистични законопроектите на Каравелов за финансиране на жп линията Вакарел–Цариброд и експлоатиране на железниците от държавата, приети от мнозинството през януари 1885 г.
След избухването на Сръбско-българската война през 1885 г. Стоилов е мобилизиран в армията. Участва във войната като командир на конен взвод. Награден е с орден „За храброст“ IV степен.

#### По време на Регентството (1886 – 1887)
На 9 август 1886 г. княз Александър е арестуван и изведен насила от България. Извършителите на преврата канят Стоилов да влезе в обявеното от тях правителство. Той отказва, но съдейства на Каравелов за преодоляване на конфронтацията между привърженици и противници на Батенберг. В новото Каравелово правителство, което трае само четири дни (12 – 16 август) Стоилов е министър на външните работи. След краткотрайното завръщане на Батенберг и окончателната му абдикация (26 август), Стоилов влиза и в правителството на Радославов, като поема министерството на правосъдието.
Във вътрешнополитическата и международна криза, предизвикана от овакантяването на българския престол, Стоилов изпълнява редица дипломатически мисии. През ноември 1886 г. е избран от III велико народно събрание в състава на тричленна делегация (заедно с Димитър Греков и Константин Хаджикалчев), която в края на същата и началото на следващата година посещава Виена и останалите столици на големите европейски държави (без Петербург) в опит да намери приемлив за силите кандидат за български княз. Преди завръщането си в Княжеството Стоилов спира в Цариград, където представлява Регентството в безуспешните преговори с оглавилия русофилската опозиция Драган Цанков.
През март 1887 г. заминава отново (този път сам) за Виена. В продължение на два месеца преговаря първо с Батенберг за завръщането му на престола, а после с принц Фердинанд Сакскобургготски, Йохан Салватор и други кандидати. Резултат от тези преговори е избирането на Фердинанд за български владетел. След оставката на несъгласния Радославов (юни 1887), Стоилов оглавява преходното правителство, което дочаква пристигането и коронясването на Фердинанд през август.

#### При управлението на Стамболов (1887 – 1894)
Новият княз назначава доскорошния регент Стефан Стамболов за министър-председател, а Стоилов взима отново министерството на правосъдието. Стоилов съдейства за укрепването на властта на Фердинанд и Стамболов, като в края на 1887 г. прокарва рестриктивен закон за печата и закон за изтребление на разбойничеството.
През август 1888 г. Стамболов изпраща Стоилов в Западна Европа, за да убеди Великите сили да принудят Османската империя да даде повече права на българите в подвластната ѝ Македония. Стоилов се среща последователно с италианския премиер Франческо Криспи в Рим, с британския лорд Солсбъри в Диеп и с австро-унгарския външен министър граф Калноки във Виена. Резултатът от тези сондажи е негативен за българското правителство и го принуждава да отложи опитите за прокарване на реформи в Македония.
В края на 1888 г. Стоилов напуска правителството, недоволен от управленските методи на Стамболов и използването на съда за политически процеси.

#### Министър-председател (1894 – 1899)
Без да е сред най-активните противници на Стамболовия режим, през 1893 г. Стоилов се включва в така наречената „Обединена опозиция“, която разчита на княз Фердинанд да отстрани Стамболов. През май 1894 г., когато това става, князът назначава Стоилов за министър-председател, начело на коалиционен кабинет от либерали, съединисти и бивши консерватори. С част от тези фракции през юни Стоилов създава Народната партия заедно с печатния ѝ орган – вестник „Мир“. Печели парламентарните избори през септември и в края на 1894 г. съставя чисто народняшко правителство като премиер и министър на вътрешните работи.
Преодолявайки колебанията на Фердинанд и съпротивата на външния министър – австрофила Григор Начович, в началото на 1896 г. Стоилов издейства миропомазването на престолонаследника Борис в православното изповедание – акт, с който е сложен край на българо-руския разрив от 1886 г. и е спечелено дипломатическото признание на българския владетел от Русия, Турция и европейските велики сили.
За да подтикне властите в Османската империя към реформи, които да подобрят положението на българите в нейните предели, през лятото на 1895 г. Стоилов насърчава и поддържа неофициално четническа акция в Македония, но не постига желания ефект. Усилията му в подкрепа на църковната и училищната дейност на Българската екзархия в Македония са по-успешни с назначаването през 1897 г. на български митрополити в Битолската, Дебърската и Струмишката епархия.
При управлението на Стоилов държавата полага грижи за стимулиране на селското стопанство чрез капитализирането и уреждането на земеделските каси (1895) и на местната промишленост чрез редица данъчни и тарифни облекчения, регламентирани със специален закон от края на 1894 г. Провежда се и мащабно строителство на жп линии, водещи от столицата към Македония и Северна България. Тази политика изисква големи разходи и води до значителен бюджетен дефицит. След продължителни преговори, в края на 1898 г. Стоилов постига споразумение с френските и немските кредитори за конверсионен заем. Условията на споразумението предизвикват сериозна обществена съпротива и разединение в управляващото мнозинство, част от което гласува в Народното събрание срещу заема. Това става повод за Стоилов да се оттегли от премиерския пост в началото на 1899 г.

## Личен живот
Константин Стоилов встъпва в брак с Христина Тъпчилещова на 31 януари 1888 г. Те имат 5 деца: Стоил, Христо, Петко, Борис, Марийка.

## Памет
На Константин Стоилов е наречена улица в квартал „Хаджи Димитър“ в София (Карта).